# The Ultra Zone
The Ultra Zone ist das sechste Studioalbum des Gitarristen Steve Vai. Es erschien 1999 beim Label Epic Records und ist ähnlich dem Album Fire Garden. Auf dem Album sind sowohl instrumentale als auch gesangliche Songs enthalten.

## Trivia
Auf dem Album werden zwei Gitarristen geehrt. Einerseits Frank Zappa mit dem Track Frank, andererseits Stevie Ray Vaughan mit dem Song Jibboom. Auf dem Song Asian Sky wirkten die Mitglieder der japanischen Band B’z Kōshi Inaba und Tak Matsumoto mit.
Das war Vais letztes Studioalbum bis zum Jahr 2005, in dem Real Illusions: Reflections erschien. Dazwischen veröffentlichte Vai sowohl Kompilationsalben als auch Livealben.

## Titelliste
Alle Songs wurden von Steve Vai komponiert.
1. The Blood & Tears – 4:26 (Instrumental)
2. The Ultra Zone – 4:52 (Instrumental)
3. Oooo – 5:12 (Instrumental)
4. Frank – 5:09 (Instrumental) (Hommage an Frank Zappa)
5. Jibboom – 3:46 (Instrumental) (Hommage an Stevie Ray Vaughan)
6. Voodoo Acid – 6:25
7. Windows to the Soul – 6:25 (Instrumental)
8. The Silent Within – 5:00
9. I'll Be Around – 4:57
10. Lucky Charms – 6:44 (Instrumental)
11. Fever Dream – 6:03 (Instrumental)
12. Here I Am – 4:12
13. Asian Sky – 5:34

## Rezeption
Die Musikwebsite Allmusic vergab vier von fünf möglichen Sternen für das Album. Allmusic-Kritiker Tom Schulte bewertete das Album als eine unfassbare Vorstellung eines 6-Saitigen Talents.
Das Album erreichte Platz 121 der Billboard 200 im Jahr 1999.